# Abadié
Abadié je priimek več oseb:
- François-Joseph Abadié, francoski general
- Maurice-Jean-Joseph Abadié, francoski general